# К-115
К-115 — советская торпедная атомная подводная лодка проекта 627А «Кит», входила в состав Тихоокеанского флота в 1963—1987 годах.

## История строительства
Заложена 4 апреля 1962 года в цеху № 42 Северного машиностроительного предприятия под заводским номером 288. Спущена на воду 22 октября 1962 года. С 25 октября по 10 декабря 1962 года на лодке были проведены швартовные испытания. Заводские ходовые испытания проводились в период с 10 по 12 декабря 1962 года. Государственные испытания проходили с 12 по 31 декабря 1962 года. 31 декабря 1962 года Государственная комиссия подписала акт о завершении государственных испытаний К-115.

## История службы
Включена в состав Северного флота 11 января 1963 года, зачислена в состав 3-й дивизии подводных лодок с местом базирования в Западной Лице. Первым командиром К-115 был назначен капитан 2 ранга И. Р. Дубяга. В феврале того же года на Тихоокеанском флоте было начато формирование 343-го экипажа, к августу он был сформирован и официально принят в строй как второй экипаж К-115.
В период с 3 по 17 сентября 1963 года К-115 совершила первый в истории ВМФ СССР подлёдный трансарктический переход. Совершив по плану перехода ряд всплытий и «приледнений» («прилипание» к нижней кромке льда без хода и при положительной плавучести), 10 сентября 1963 года лодка всплыла в полынье в 3,4 морских милях от советской дрейфующей научно-исследовательской полярной станции «Северный полюс-12». Для наведения подводной лодки на станции работал специальный гидроакустический маяк-«шумелка». 11 сентября 1963 К-115 встретилась в акватории Чукотского моря с ледоколом «Пересвет». 17 сентября прибыла к новому месту базирования в пункт базирования Вилючинск (посёлок Рыбачий). Всего было пройдено 1570 морских миль за 121 час. Указом Президиума Верховного совета СССР от 18 февраля 1964 года за образцовое выполнение задания командования и проявленные при этом мужество и героизм члены экипажа были награждены правительственными наградами. Командиру К-115 капитану 2 ранга И. Р. Дубяге было присвоено звание Героя Советского Союза, руководитель перехода капитан 1 ранга В. Г. Кичёв был награждён орденом Ленина.
С 23 октября 1963 года К-115 вошла в состав Краснознамённого Тихоокеанского флота с базированием в Вилючинске, зачислена в 45-ю дивизию подводных лодок.
С 1965 по 1967 года К-115 проходила плановый ремонт на заводе «Звезда» во Владивостоке.
В кампанию 1967—1971 годов лодка совершила два автономных похода на боевую службу общей продолжительностью 69 суток. 7 апреля 1970 года К-115 была награждена Ленинской юбилейной почётной грамотой. В 1971 года 343-й экипаж был переформирован в экипаж АПЛ проекта 671.
С ноября 1971 года по 1973 год и с сентября 1975 года по апрель 1976 года лодка проходила ремонт.
В кампанию 1976—1980 годов К-115 произвела один автономный поход на боевую службу продолжительностью 50 суток. 16 января 1977 года при выполнении боевой задачи в море произошло возгорание и взрыв регенеративного патрона РП-200 индивидуального дыхательного устройства ПДУ-1 в 5 отсеке лодки. В результате аварии один член экипажа лодки получил ожоги 60 % тела и погиб. В июле и августе 1977 года и в октябре 1978 года при нахождении ПЛА в море происходили возгорания электрооборудования. Последствия пожаров устранялись в заводских условиях.
Летом 1980 года была обнаружена течь первого контура реактора левого борта, в 1983 году во время ремонта дефектную крышку реактора заменили, взяв однотипную с подводной лодки К-122 проекта 659, пострадавшей при пожаре и вскоре списанной.
31 октября 1985 года К-115 была поставлена на капитальный ремонт. В 1986 году было предложено вывести лодку из состава флота в связи с выработкой ресурса и сроков службы основного оборудования.
В 16 июля 1987 году К-115 была выведена из состава ВМФ. По состоянию на 2000 год находилась в пункте временного хранения на плаву в бухте Крашенинникова.
Всего с момента спуска на воду К-115 прошла 178509 морских миль за 22070 ходовых часов.

## Командиры
Первый экипаж
- 1962—1964: И. Р. Дубяга
- 1964—1969: Э. Лакманов
- 1969—1973: Л. М. Алексанян
- 1973—1980: Ю. Г. Елаков
- 1980—1982: В. Г. Лукьянцев
- 1982: Н. М. Харин
- 1982—1986: В. И. Игнатенков
- 1986—1993: А. В. Караулов
- 1993—2001: А. А. Заика

343-й экипаж (второй экипаж К-115)
- 1963—1966: Г. В. Таргонин
- 1966—1967: А. С. Гаврильченко
- 1967—1969: И. М. Манаков
- 1969—1971: Г. И. Шалыгин